# Термінологія
Терміноло́гія (походить від лат. terminus «межа» або «розмежування» та грец. logos «доктрина») — сукупність термінів якоїсь галузі науки, техніки, мистецтва або всіх термінів даної мови, та система короткого визначення понять, явищ, предметів певної області знань і досліджень. Терміни — спеціальні наукові чи професійні слова, які відрізняються точністю семантичних меж (краще визначені з точки зору семантики), здебільшого функціонують у науковому стилі. Вони відрізняються від інших слів особливостями значення і сферою вживання. Формально, тобто за своїм вираженням терміни від інших слів не відрізняються. Слово термінологія використовується як технічний термін.
Поняття термінологія стосується:
1. Сукупності всіх термінів, тобто слів або словосполучень, що висловлюють специфічні поняття з певної галузі науки, техніки чи мистецтва, а також сукупність усіх термінів, наявних у тій чи іншій мові. Термінологія — це фахова лексика.
2. Академічної дисципліни (термінологія як наука; термінознавство, термінологія). Розділ лексикології, який вивчає терміни різних галузей знань[3].

Термінологія є невід'ємним і важливим складником лексичної мовної системи, відіграє важливу роль у розвитку науки й техніки та здатна певною мірою визначати напрям для подальшого розроблення їхніх теоретичних положень. Термінологія також є засобом вираження, зберігання й передавання спеціальних науково-технічних понять, забезпечує формулювання проблем і наступність наукових знань. Будь-яка галузь науки й техніки розвивається, спираючись на визначену й зафіксовану в термінах систему понять. У терміні відбиваються міцні зв'язки науки й мови: він є засобом організації, упорядкування й передавання знань.
Фіксація нових термінів, способи відтворення в національній мові, їх кодифікація є ключовими проблемами сучасного термінознавства.

## Терміносистема
Галузеві термінології (тобто сукупності термінів конкретних галузей) називають терміносистемами, або термінологічними системами. Системність термінології зумовлена двома типами зв'язків, які надають множинам термінів системного характеру:
1. Логічними зв'язками (якщо між поняттями певної науки існують системні логічні зв'язки — а вони є в кожній науці, — то терміни, які називають ці поняття, мають теж бути системно пов'язаними).
2. Мовними зв'язками (хоча терміни позначають наукові поняття, вони залишаються одиницями природної людської мови, а, відповідно, їм властиві всі ті зв'язки, які характерні для загальновживаних слів — синонімічні, антонімічні, словотвірні, граматичні тощо).

## Термінологізація
Основні способи творення термінів:
- зміна значення слова звичайної мови;
- творення неологізмів шляхом словотвору з коренів та інших морфологічних елементів звичайної мови, що часто набирає форми кальок з іноземних мов;
- запозичення з іноземних мов (етранжизми).

Переважання перших двох способів пов'язане з тенденцією до пуризму. Для практичних цілей термінологія укладається в галузевих термінологічних словниках.

## Перший історичний текст пов'язаний із термінологією
До середини XIX ст. першим у Київській Русі текстом, пов'язаним із термінологією, був перекладений у Болгарії «Ізборник Святослава» (1073 р.), де є пояснення незрозумілих слів Святого Письма і статей Георгія Херобоска «О образЂх», що докладно тлумачить церковно-слов'янські назви, головним чином кальки з грецької, 27 літературних фігур і тропів («инословие», «прЂвод», «поругание», тобто алегорія, метафора, іронія тощо).

## Термінологія в Україні. Історія
Пізніше Іван Величковський у збірнику «Млеко» (1691 р.) подав пояснення термінів фігурного віршування («ехо», «рак літеральний», «вірш жартовний» та ін.) з прикладами. «Руська Правда» і грамоти відбивають своєрідну і високорозвинену юридичну, а літописи також військову термінологію. З кінця XVI ст. зберігся уривок фармакотерапевтичного трактату з відповідною термінологією, а з 1636 року дійшов «Люцідарій» із природничою термінологією, «Адельфотес» (1591 р.) систематично подає в тексті грецьку граматичну та літературно-стилістичну термінологію з церковно-слов'янськими (в українській редакції) відповідниками-кальками з грецької мови. Ця церковно-слов'янська термінологія стала взірцем для термінології, якої вживали у своїх граматиках Лаврентій Зизаній Тустановський (1596 р.) та Мелетій Смотрицький (1619 р.); його термінологія ближча до церковно-слов'янської, тоді як термінологія його попередників має більше українських елементів.

### 1850—1914 роки
Українське національне відродження та розвиток науки і техніки в XIX—XX ст. викликали потребу створення української термінолігії, брак якої (або опрацювання якої) був спричинений колоніальним становищем України, рядом заборон українського слова і зокрема тим, що інженерно-технічні навчальні заклади були російсько-, польсько- або німецько-мовними. Спроби поставити ширше проблему української термінології почалися з середини XIX ст. М. Левченко писав в «Основі» (VII, 1861 р.), що наукові терміни треба укладати в дусі народної мови, і подав словничок своїх перекладів кількох десятків інтернаціональних термінів. У відгуку на статтю М. Левченка П. Єфименко додав ще низку термінів (там само, VIII, 1862 р.).
В Австро-Угорщині, де обмежень було менше, українська секція урядової комісії для укладання слов'янської юридичної термінології (Я. Головацький, М. Шашкевич, Ю. Вислобоцький) видала «Juridisch-politische Т. für die slav: Sprachen Österreichs … Deutsch-ruthenische Separatausgabe» (1851 р.); новішу термінологію цієї області подав Кость Левицький у «Німецько-руському словарі висловів правничих і адміністраційних» (НТШ, 1893 р.; друге видання 1920 р.), де німецьку термінологію перекладено то чисто народними словами, то укладеними автором, то запозиченими ним з інших слов'янських мов.
Видатне місце в природничій термінології мають «Початки до уложення номенклатури і термінології природописної, народної» Івана Верхратського (6 випусків, 1864—1879 рр.) і його пізніші розвідки з термінології (до 1909 р.). У 1894 р. надруковано в «Зорі» (ч. 2) заклик НТШ збирати термінологію, вживану «в реміслах, домашнім промислі, господарці, торгівлі, народній медицині», бо «вчені… густо-часто суть приневолені позичати (терміни) з інших слов'янських язиків або творити їх не раз … дуже невдало і проти духа нашої мови». У 1890-х pp. і пізніше у низці випусків Збірника Математично-Природописно-Лікарської Секції друковано матеріали до української термінології та номенклятури з математики, фізики й хімії В. Левицького, з географії С. Рибницького, з ботаніки Миколи Мельника. На Східній і Центральній Україні вийшов «Опыт толкового словаря народной технической терминологии по Полтавской губернии» Віктора Василенка (1902 р.), а після 1905 р. у кожному томі УНТК подавано показники термінології до друкованих там розвідок. Багато працювали над виписуванням літератури та збиранням народних матеріалів термінологічні гуртки-комісії українських студентських організацій при Київському Політехнічному Інституті і Московському Інституті та Товариства ім. Квітки-Основ'яненка в Харкові. У 1913 р. у Києві відбулася нелеґальна нарада представників гуртків, і Українське Наукове Товариство в Києві стало організаційним осередком: всі матеріали — кілька тисяч карток з записами сільсько-господарскої, природничої, технічної термінології — гуртки передали УНТК.

### 1917—1932 роки
Війна 1914 р. перервала цю роботу, але вже в ч. від 7 січня 1917 р. московського «Променя» Олександр Яната передбачав недалеке виникнення рідної школи і вказував на потребу вибирати термінологію «з гущі народної мови», далі — зібрати літературні матеріали, а тоді науковець зможе доповнювати цю народну наукову мову «власними штучними термінами». М. Грушевський виступив у березні 1917 р. проти крайнього етнографізму й закликав до використання вже приготованого в роботі над шкільною і популярною літературою. За це й узялося київське Товариство шкільної освіти у згоді з УНТК, що мало матеріали з галицьких підручників, і ще в 1917 р. вийшли брошурки-проекти термінології з географії, граматики, аритметики, геометрії та алгебри, тоді як різні установи та товариства в кількох інших мовах видали не менше 12 словників термінів. Найголовніші з них: І. Л. Жигадло, «Короткий московсько-український словник судівництва та діловодства» (1917 р.; вид. 2 доповнене 1918 р.; вид. З — 1919 р.), Л. Падалка, «Російсько-український діловодний словник» (1917 р.; вид. 2 — 1918 р.), В. Леонтович, О. Єфимов, «Московсько-український правничий словничок» (1917 р., вид. 2 — 1919 р.); інші словнички подавали термінологію з математики, фізики, хімії, медицини, природознавства, зоології, географії, метеорології, але більшість із них були невдалими аматорськими спробами.
Восени 1917 р. Генеральний Секретаріат освіти доручив Олені Курило, що тоді працювала в Термінологічній Комісії УНТК, впорядкувати матеріали до шкільної термінології; вона почала з фізичної і медичної термінології, що вийшла у 1918 р. як «Словник української фізичної термінології» (у співавторстві з Г. Холодним) та накладом «Українських Медичних Вістей» — «Російсько-український словничок медичної термінології». Тоді ж таки підготовану нею правничу термінологію використано щойно у 1926 р. для великого «Російсько-українського словника правничої мови» (ред. А. Кримський). У 1918—1919 рр. виходили ще інші словники різної якості, разом не менше 20.
11 серпня 1918 р. при Природничій секції УНТК оформлено Термінологічну комісію, а в 1919 р. при Історично-філологічному відділі УАН організовано Правописно-кермінологічну комісію. Наприкінці 1920 р. комісія при УНТК зібрала понад 200 000 карток матеріалів із друкованих джерел, але за перші 3 роки після повного встановлення радянської влади (1920—1922 рр.) вийшло лише 3 словники термінів, найголовніший із них — М. Галин «Російсько-український медичний словник» (Київський губернський відділ охорони народного здоров'я, 1920 р.); його «Медичний латинсько-український словник» з'явився 1926 р. вже у Празі (2 вид. 1969 р. у Детройті). УНТК і УАН об'єдналися 30 травня 1921 р., і їхні термінологічні установи злилися в Інститут української наукової мови, головою якого був А. Кримський, пізніше — Г. Холодний. Інститут розгорнув енергійну працю, видавши за 1923—1930 рр. 20 томів словників у серії «Матеріали», багато з них у співпраці з НТШ, а загальна кількість термінологічних словників разом із тими, що вийшли в інших видавництвах, досягла за цей період близько 60. Найголовнішими з них були словники: хімічної термінології Олени Курило (1923 р.) і ботанічної номенклятури О. Янати і Н. Осадци (1928 р.); геологічної термінології (1923 р.) П. Тутковського; математичної термінології (1925—1926 рр.) Ф. Калиновича; «Німецько-російсько-український словник термінів з обсягу механіки» за редакцією Тадея Секунди (1925 р.); «Фразеологія ділової мови» (1926 р.; вид. 2, виправлене, 1927 р.) В. Підмогильного і Є. Плужника; техн. Т. (1927) М. і Л. Дарморосів; техн. Т. — комунальне господарство (1927) К. Туркала і В. Фаворського; природничої термінології X. Полонського (1928 р.); зоологічної номенклятури (3 частини, 1927—1928 рр.) М. Шарлеманя й ін.; військової термінології (1928 р.) С. та О. Якубських; загальнотехнічної термінології (1928 р.) І. Шелудька та Т. Садовського; технічної термінології — електротехніка (1928 р.) І. Шелудька; ділової мови (1930 р.) М. Дорошенка й ін.; будівничої термінології (1930 р.) С. Булди. Головною настановою цих словників була розбудова національної української термінології через термінологізацію народної лексики і творення неологізмів на її основі. Цю настанову здійснювано з різним ступенем послідовності, залежно від упорядника того чи іншого словника. Спорадично термінологічні словники виходили на Західній Україні (анатомічний Є. Лукасевича 1926 р., музичний З. Лиська 1933 р. та ін.).
На Процесі Спілки Визволення України «викрито» в Інституті української наукової мови «організований» наприкінці 1926 р. активний осередок СВУ — «ІНАРАК» (очевидно, фіктивний) «на чолі з директором Інституту Г. Холодним». Холодний і ще 7 працівників Інституту стали жертвами процесу. Інститут ліквідовано «за контрреволюційну діяльність», однак, частина складу Інституту перейшла до новоорганізованого наприкінці 1930 р. Науково-дослідного інституту мовознавства УАН із відділом (потім сектором) термінології та номенклатури, якому в 1931—1933 рр. вдалося видати ще 7 томів словників у серії «Матеріали» і 4 «практичні словники», а всього словників із термінології вийшло тоді близько 14. Найважливіші: математичної термінології (частина 3, 1931 р.) Ф. Калиновича і Г. Холодного; гірничої термінології (1931 р.) П. Василенка та І. Шелудька; антропогеографічної термінології (1931 р.) А. Носова; ботанічної термінології (1932 р.) В. Вовчанецького та Я. Лепченка; транспортової термінології (1932 р.), фізичної термінології (1932 р.) В. Фаворського; сільськогосподарської термінології (1933 р.) П. Сабалдиря.

### З 1933 року
З приходом П. Постишева в Україну на весні 1933 р. відбувся погром також і в Інституті Мовознавства, серед головних жертв якого були О. Курило, М. Трохименко, М. Драй-Хмара. Окремий сектор термінології та номенклатури ліквідовано. Щоб звільнити вже видані словники від пуристичних тенденцій та запровадити «спільні для обох (української і російської) мов слова», «очищений» вже Інститут Мовознавства мав видавати до них додатки, так звані «термінологічні бюлетені», з тими тільки гаслами, що підлягали виправленню. Крім того, Інститутові доручено переглянути 21 словник, що були в процесі готування або друку ще перед погромом. Однак, за 1934—1935 рр. Інститут Мовознавства видав тільки 5 корегувальних «бюлетенів»; ще два (біологічний і загальнотехнічний) були вже на початку 1934 р. у друку, але не вийшли; після перегляду з усіх 21 готових російсько-українських словників вийшов тільки «Словник медичної термінології» І. Кириченка (1936 р.), доля інших невідома. Поза Інститутом Мовознавства вийшло за 1934—1935 рр. у видавництві «Радянська школа» для початкової і середньої школи 9 словничків, складених «відповідно до тексту підручників». Катастрофа 1936—1937 рр. перервала всю діяльність Інституту Мовознавства в галузі термінології на цілих два десятиліття, а в інших видавництвах вийшов лише «Словник медичної термінології латинсько-українсько-російський» (Держмедвидав, 1948 р.) М. Книповича.
Термінологічна праця відновилася, коли у квітні 1957 р. Президія АН УРСР створила Комісію для складання термінологічних словників. Було заплановано на першу чергу 18 російсько-українських словників, з яких 16 видано у 1959—1966 рр. і у 1970 р. (ботанічний, геологічний, хімічний, фізичний, гірничий та інші). Також вийшли три, очевидно, «з другої черги», серед них великий «Російсько-український технічний словник» М. Матійка й ін. (1961 р.); кілька вийшло поза АН УРСР. Словники цього періоду складалися «з критичним використанням» термінологічних словників 1920—1930-х pp., український пуризм у термінології засуджувався не менше, ніж у 1933 р., а кількість пропонованих запозичень із російської мови зростала; наприклад, технічний словник (1961 р.) уже не знає «відсоток», «прямовисний», а лише «процент», «вертикальний» і так далі. Як правило усі ці словники будовані на російській мові, а добір українських відповідників суворо обмежений. Тільки винятково подаються всі наявні терміни, а селекція виявляється в рекомендації одного з них («Мінералогічний словник» Є. Лазаренка і О. Вина, 1975 р.); другою інновацією зрідка є включення, поряд російських, англійських термінів.
Від кінця 1960-х pp. праця над термінологічними словниками загальмована і вони з'являються тільки вряди-годи («Словник соціально-економічний» С. Воробйової й Термінологія Молоді д, 1976 р. — дещо поширене вид. словника 1966 р.).
Критичний стан термінологічної справи в УРСР спричинив спроби опрацювання термінології в еміграції. Початки цієї праці виводяться від спроб студентських громад по першій світовій війні в Празі, Берліні й Данціґу. Більшого розміру праці були здійснені в Української Господарській Академії в Подєбрадах у Чехо-Словаччині, де утворено Науково-термінологічну комісію при сільськогосподарському інженерному відділі («Німецько-український лісотехнічний словник», 1928 р.; «Російсько-український сільськогосподарський словник», 1927 р. та інші), і пізніше в Словниковому відділі Українського Наукового Інституту в Берліні («Німецько-український технічний словник» І. Жуковського — 3. Кузелі 1943 р., німецько-український медичний П. Оестерле — Р. Смика 1944 р.).
По Другій світовій війні термінологічні праці реалізовано у США. НТШ видало 2 випуски «Бюлетеню Термінологічної Комісії» (1958—1962 рр.; автор А. Вовк). Осередками термінологічних зацікавлень стали українські професійні товариства, зокрема ветеринарів, лікарів та інженерів. Їх конференція утворила Український термінологічний центр (1965 р., Нью-Йорк), що зібрав чималі матеріали, видав кілька коротких словничків як матеріал до дискусії (англо-український: летунський Михайла Пежанського, медичний Михайла Данилюка та інші) і підготував до видань кілька більших словників (вибраних термінів і назв Анатолія Вовка). Українська вільна академія наук у США видала працю Наталії Осадчої-Янати «Українські народні назви рослин» (Нью-Йорк, 1973 р.).

## Термінознавство як наука
Вивченням термінів та терміносистем займається наука термінознавство. Отже, термінознавство — це наука, що вивчає спеціальну лексику з точки зору її типології, походження, форми, значення і функціонування, а також використання, упорядкування і творення.
Початок термінознавства пов'язаний з іменами австрійського вченого Ойгена Вюстера Нубасова і російського термінознавця Д. С. Лотте, які опублікували свої перші роботи в 1930 р. У наш час[коли?] роботою з теоретичними проблемами термінознавства займається ряд національних шкіл — австрійсько-німецька, франко-канадська, російська, чеська. У термінознавстві виділяється ряд незалежних напрямків дослідження. Насамперед можна назвати теоретичне термінознавство, яке вивчає закономірності розвитку і вживання спеціальної лексики. Своєю чергою, прикладне термінознавство займається встановленням практичних принципів та рекомендацій з метою усунення нестачі термінів; їх оцінкою, описом, редагуванням, упорядкуванням, створенням, перекладом і використанням.
Загальне термінознавство вивчає найзагальніші якості, проблеми і процеси, що стосуються спеціальної лексики, а галузеве термінознавство займається вивченням спеціальної лексики і понять, які належать до окремих областей знань конкретних мов. Типологічне термінознавство займається порівняльним дослідженням особливостей окремих термінологій з метою визначення спільних рис та відмінностей окремих терміносистем, а порівняльне термінознавство, своєю чергою, займається порівняльним вивченням спільних та відмінних рис лексики різних мов, наприклад, української та англійської. Семасіологічне термінознавство займається вивченням проблем, що пов'язані із значенням (семантикою) спеціальних лексем, зміною значень і різноманітними семантичними явищами — полісемією, омонімією, синонімією, антонімією і т. д. Ономасіологічне термінознавство вивчає структурні форми спеціальних лексем, займається процесом найменування спеціальних понять і вибором оптимальних форм найменування.
Історичне термінознавство вивчає історію термінів та терміносистем для того, щоб виявити тенденції їх утворення та розвитку, що в свою чергу дозволяє дати вірні рекомендації стосовно їх упорядкування. У наш час[коли?] на основі цих досліджень виникає нова самостійна лінгвістична дисципліна — антрополінгвістика.
Функціональне термінознавство пов'язане з вивченням сучасних функцій терміну в різних текстах та ситуаціях професійного спілкування і підготовки спеціалістів, а також досліджує особливості використання термінів у мові і комп'ютерних системах.
На сучасному етапі формується ряд нових напрямків, серед яких слід зазначити когнітивне або гносеологічне термінознавство, що займається дослідженням ролі термінів у науковому мисленні та знаннях. Як самостійні розділи термінознавства можна розглядати також термінознавчу теорію тексту; ця теорія займає позицію між термінознавством і власне теорією тексту і займається питаннями типології текстів (де наявні терміни), термінологічним аналізом тексту і текстовим аналізом терміну.
Термінознавство тісно пов'язане з термінографією. Термінографія — це наука, що займається складанням словників спеціальної лексики. Ряд вчених навіть розглядає термінографію як розділ термінознавства.